# Міжнародний фестиваль Музика Шопена просто неба
"Музика Шопена просто неба" або "ШопенФест" - міжнародний щорічний фестиваль музики польського композитора Фридерика Шопена (1810-1849). Започаткований лікарем і громадською діячкою Ольгою Богомолець. Проходить в історико-культурному комплексі Замок-музей Радомисль (м. Радомишль, Житомирська область), починаючи з 2014 року.
Співорганізатори фестивалю - компанія In-Jazz YAMAHA та історико-культурний комплекс "Замок-музей Радомисль".

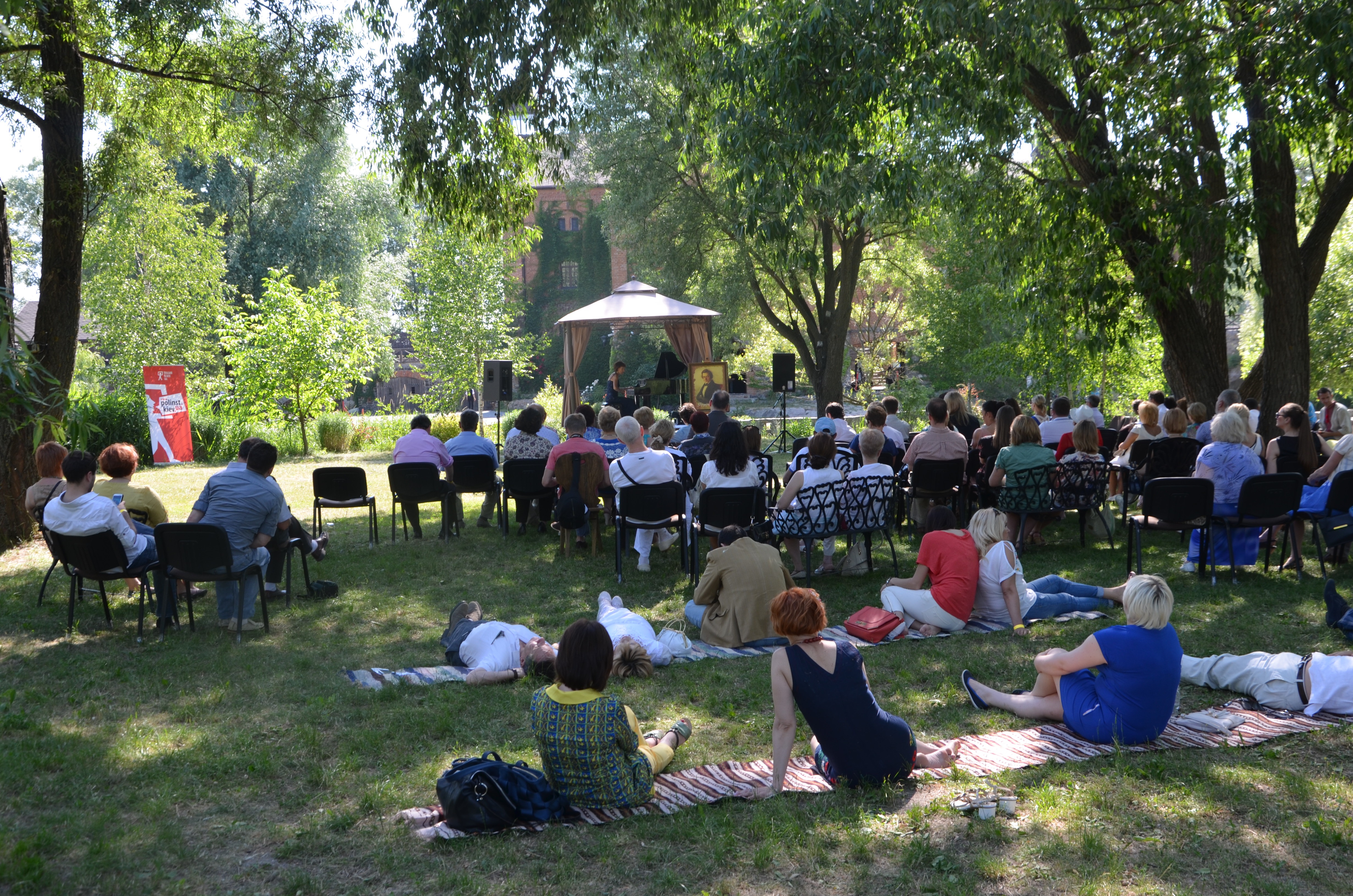

Особливість фестивалю полягає в тому, що глядачі слухають музику на відкритому повітрі, на одному з острівців на території Замку, вільно розташовуючись по всій території острова перед сценою-узвишшям - на лавах, на кріслах або просто лежучи на килимку, розстеленому на траві. Окрім цього музика, яку виконують піаністи, лунає і в стінах самого Замку, зокрема в Камінній залі, де відбуваються концерти камерної музики.
Мета фестивалю - популяризація творчості Фридерика Шопена серед українців, а також сприяння зближенню українського і польського народів.
Хронологія фестивалю
Перший фестиваль "Музика Шопена просто неба" відбувся 14-15 червня 2014 року. Його учасниками стали: 
Пйотр Шиховський – лауреат міжнародних піаністичних конкурсів у Римі, Бухаресті, Такасакі, Дармштадті, Еттлінгені, Бидгощі, Лодзі та Варшаві; Інеса Порошина солістка Національної філармонії України; Лариса Деордієва, солістка Національної філармонії України, лауреат Всеукраїнського конкурсу піаністів ім. Лисенка; вихованці музичних шкіл Києва.
Другий фестиваль "Музика Шопена просто неба" відбувся 13-14 червня 2015 року. Серед його учасників були: Яцек Кортус  - лауреат багатьох міжнародних і всепольських піаністичних конкурсів, серед іншого – I премії і “Grand Prix” na IX Міжнародному Шопенівському Конкурсі у Антоніні, I премії на Всепольському Конкурсі iм. проф. Людвіка Стефанського у Плоцьку; Тетяна Шафран, українська класична піаністка; Інеса Порошина, вихованці музичних шкіл Києва та Житомира.
Третій "ШопенФест" ("Музика Шопена просто неба") відбувся 11-12 червня 2016 року. Окрім уже знайомих слухачам Лариси Деордієвої та Інеси Порощиної, в ньому взяли участь заслужений артист України Юрій Кот, а також вихованці дитячих спеціалізованих музичних навчальних закладів - Зоріна Чорноус, Антон Лабік-Пронюк та Євген Моторенко.
Четвертий фестиваль відбувся 17-18 червня 2017 року. В ньому головна увага була приділена юним виконавцям, котрі приїхали до Радомишля з західних та східних областей України. На ньому вперше прозвучали тврои Фридерика Шопена у виконанні дуету Олени Арендаревської (фортепіано) і Леоніда Гержана (віолончель). Виступали також діти — учні музичних шкіл і училищ зі східних та західних областей України, а також молоді музиканти з Радомишля. Одна з юних дебютанток фестивалю, 13-річна радомишлянка Вікторія Ткачук, стала вже наступного 2018 року лауреаткою і володаркою " Гран-Прі" на престижному міжнародному музичному конкурсі "Місто Лева" у Львові.
П'ятий фестиваль відбувся 23-24 червня 2018 року. На ньому була продовжена традиція "стартового майданчику" для молодих талантів. Цього разу головними учасниками фестивалю були талановиті діти з Житомирської, Вінницької, Волинської, Донецької, Харківської, Київської та інших областей України.
Шостий фестиваль відбувся 22-23 червня 2019 року. На фестивалі вперше були виконані пісні, які Фридерик Шопен написав на вірші польських поетів-романтиків, у тому числі уродженця України Стефана Вітвіцького. 
Гостем фестивалю став відомий композитор-віртуоз Євген Хмара з його імпровізаціями на теми твори Шопена.
Сьомий фестиваль, який планувався на червень 2020 року, був перенесений у зв'язку з коронавірусною пандемією в країні. В 2021 році він запланований на 17-18 липня.
Постійними гостями фестивалю є очільники дипломатичного корпусу в Україні країн Європи і Азії - Бельгії, Латвії, Молдови, Румунії, Сербії, Франції, Киргизстану, Південної Кореї, Пакистану, Туреччини, Японії.
Благодійність, меценатство
Кошти, виручені від продажу квитків на фестиваль "Музика Шопена просто неба", використовуватимуться для реставрації експонатів Музею української домашньої ікони та старожитностей "Душа України".
Однією з цілей фестивалю є пошук молодих талантів - виконавців творів Шопена серед вихованців музичних шкіл, училищ і вищих навчальних закладів.